# Меги Симпсон
Маргарет Евелин Лени Симпсон (енгл. Margaret Evelyn Lenny Simpson) је лик из анимиране ТВ серије Симпсонови, глас јој позајмљује Ненси Картрајт. Она је најмлађе дете Хомера и Марџ. Има сестру и брата, Лису Симпсон и Барта Симпсона.